# Opolär kovalent bindning
En opolär kovalent bindning är en kovalent bindning i en molekyl där de ingående atomerna har lika elektronegativitet och därför attraherar bindningselektronerna lika starkt, vilket kommer att göra att laddningen i molekylen är symmetrisk, det vill säga den är opolär. Skulle de inte ha lika elektronegativitet blir bindningen istället polär kovalent bindning. 
Klormolekylen består som exempel av två kloratomer, vilka är kovalent bundna till varandra, och atomerna är lika är då en opolär kovalent bindning.